# Heemskerklaan 26-40 (Baarn)
De woningen aan de Heemskerklaan vormen een gemeentelijk monument aan de Heemskerklaan in Baarn in de provincie Utrecht. 
De huizen Heemskerklaan werden tussen 1919 en 1921 gebouwd voor woningbouwvereniging Algemeen Belang naar ontwerp van de architecten L.H. Bours en J. Roodenburgh. De huizen zijn allemaal gericht op het Cantonspark. De ingangen bevinden zich in de zijgevels. De huizen hebben verschillende vensters.

## Twee types
De vier dubbele woningen bestaan uit twee types.
Een blok heeft een schilddak met een topgevel in de zijgevel.
De andere drie blokken hebben een wolfsdak en een uitbouw aan de kant van de Heemskerklaan.